# Indian Wells Classic 1987
L'Indian Wells Classic 1987, noto come Pilot Pen Classic per motivi di sponsorizzazione, è stato un torneo di tennis giocato sul cemento. È stata la 14ª edizione del Torneo di Indian Wells, faceva parte del Nabisco Grand Prix 1986 e si è giocato dal 16 al 22 febbraio 1987. È stata la prima edizione disputata a Indian Wells (California) dopo le sei edizioni svoltesi nella vicina La Quinta.
Per l'occasione è stato inaugurato il nuovo ampio e sofisticato impianto da gioco sorto sui terreni dell'altrettanto nuovo Grand Champions Hotel. Per la prima volta si è disputato anche il torneo femminile – non concomitante – che non è stato considerato una competizione ufficiale dalla Women's Tennis Association nonostante vedesse la partecipazione di Steffi Graf.

## Campioni

### Singolare
Boris Becker ha battuto in finale  Stefan Edberg con il punteggio di 6–4, 6–4, 7–5.

### Doppio
Guy Forget /  Yannick Noah hanno battuto in finale  Boris Becker /  Eric Jelen con il punteggio di 5–7, 7–6, 7–5.